# نیکولاس جنسن
نیکولاس جنسن (هلندی: Niclas Jensen؛ زادهٔ ۱۷ اوت ۱۹۷۴) یک بازیکن فوتبال اهل دانمارک است.
وی همچنین در تیم ملی فوتبال دانمارک بازی کرده‌است.